# Tomáš Kaberle
Tomáš Kaberle (* 2. März 1978 in Rakovník, Tschechoslowakei) ist ein ehemaliger tschechischer Eishockeyspieler, der während seiner aktiven Karriere zwischen 1994 und 2016 unter anderem 1086 Spiele für die Toronto Maple Leafs, Boston Bruins, Carolina Hurricanes und Canadiens de Montréal in der National Hockey League auf der Position des Verteidigers bestritten hat. Kaberle stammt aus einer traditionsreichen Eishockeyfamilie, er ist der Bruder von František Kaberle junior sowie der Sohn von František Kaberle senior, der in den 1970er-Jahren für die tschechoslowakische Nationalmannschaft international erfolgreich war.

## Karriere

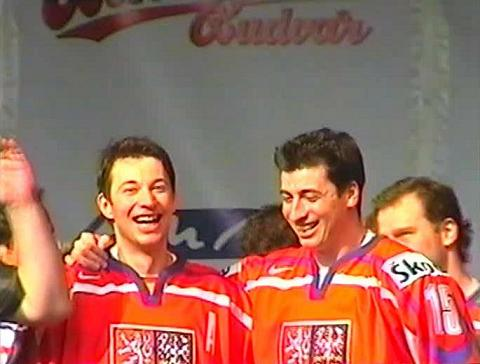
František (links) und Tomáš Kaberle

Der 1,83 m große Verteidiger spielte sechs Jahre lang für den tschechischen Club HC Rabat Kladno, bevor er beim NHL Entry Draft 1996 als 204. Spieler in der achten Runde von den Toronto Maple Leafs ausgewählt wurde. Im selben Jahr wurde er in der ersten Runde CHL Import Drafts als insgesamt 41. Spieler von Ottawa 67’s gezogen, die jedoch wegen des Vertrages mit den Maple Leafs nicht zum Zuge kamen.
Zuerst beim Toronto Farmteam St. John’s Maple Leafs in der AHL eingesetzt, absolvierte der Linksschütze in der Saison 1998/99 seine ersten NHL-Spiele. Nach guten Leistungen in den folgenden Jahren wurde Kaberle schließlich ins Welt-Team des 52. NHL All-Star Game 2002 gewählt. Sein zweites All-Star-Game absolvierte Kaberle 2007, als er im Team der Eastern Conference stand.
Insgesamt kehrte Kaberle noch zweimal zu seinem Heimatclub zurück, unter anderem während der Lockout-Saison 2004/05. Am 11. Februar 2006 verlängerte Tomáš Kaberle seinen Vertrag in Toronto um weitere fünf Jahre, der Vertragswert belief sich dabei auf 21,25 Millionen US-Dollar.
Im Februar 2011 gaben ihn die Toronto Maple Leafs in einem Transfergeschäft im Austausch für Joe Colborne, ein Erstrunden-Wahlrecht im NHL Entry Draft 2011 und ein leistungsbedingtes Zweitrunden-Wahlrecht im NHL Entry Draft 2012 an die Boston Bruins ab. In der Saison 2010/11 gewann Kaberle mit den Bruins den Stanley Cup. Am 1. Juli 2011 wurde der Tscheche als Free Agent verfügbar, sodass ihn die Carolina Hurricanes am 5. Juli 2011 zur Unterschrift eines Dreijahresvertrags brachten, der ihm ein Durchschnittsgehalt von 4,25 Millionen US-Dollar pro Jahr garantiert.

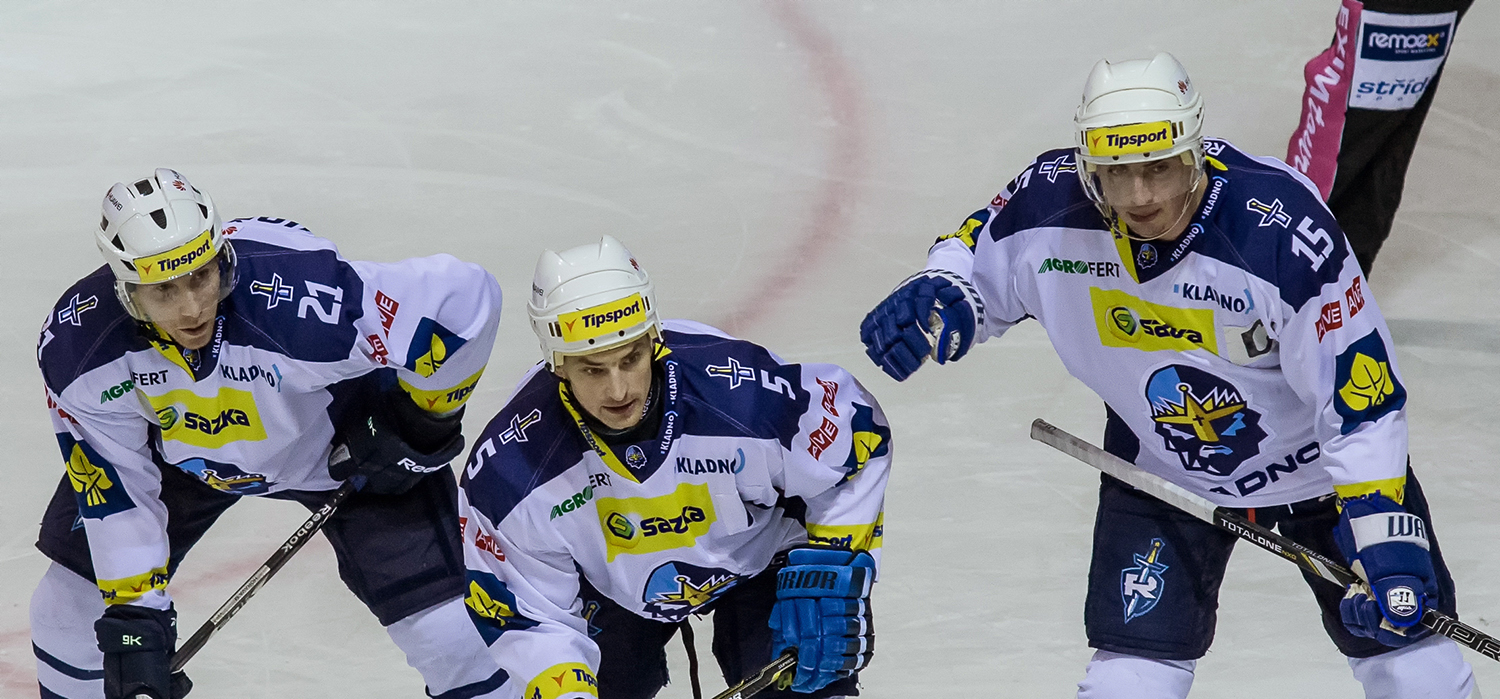
Miloslav Hořava junior, Libor Procházka und Tomáš Kaberle beim HC Kladno (2014, v. l. n. r.)

Im Dezember 2011 transferierten ihn die Carolina Hurricanes im Austausch für Jaroslav Špaček zu den Canadiens de Montréal. Während des Lockouts in der NHL-Saison 2012/13 absolvierte er zehn Spiele für den HC Kladno. Im Juni 2013 wurde sein Kontrakt von den Canadiens de Montréal vorzeitig ausbezahlt (buy out). Kaberle spielte anschließend wieder für den HC Kladno und den HC Kometa Brno, ehe er 2016 seine Karriere beendete.

### International
Im Nachwuchsbereich spielte Kaberle für Tschechien zunächst bei den U18-Europameisterschaften 1995 und 1996. Mit der U20-Auswahl nahm er als deren Kapitän an der Junioren-Weltmeisterschaft 1998 teil.
Für die tschechische Eishockeynationalmannschaft stand Kaberle bei den Weltmeisterschaften 2003, 2005, als die Tschechen den Titel gewannen, 2006, als am Ende Silber heraussprang, und 2008, als er in das All-Star-Team gewählt wurde, auf dem Eis, außerdem nahm er am World Cup of Hockey 2004 teil und gewann mit dem tschechischen Team die Bronzemedaille bei den Olympischen Spielen 2006 in Turin. Zudem stand er bei den Olympischen Winterspielen 2002 in Salt Lake City, 2010 in Vancouver und 2014 in Sotschi auf dem Eis.

## Erfolge und Auszeichnungen
| - 2002: Teilnahme am NHL All-Star Game - 2005: Wertvollster Spieler der tschechischen Extraliga - 2005: Bester Verteidiger der tschechischen Extraliga - 2007: Teilnahme am NHL All-Star Game | - 2008: Teilnahme am NHL All-Star Game - 2009: Teilnahme am NHL All-Star Game - 2011: Stanley-Cup-Gewinn mit den Boston Bruins - 2023: Aufnahme in die Tschechische Eishockey-Ruhmeshalle |

### International
- 2005: Goldmedaille bei der Weltmeisterschaft
- 2006: Bronzemedaille bei den Olympischen Winterspielen
- 2006: Silbermedaille bei der Weltmeisterschaft
- 2008: All-Star-Team der Weltmeisterschaft

## Karrierestatistik

### International
Vertrat Tschechien bei:
| - U18-Junioren-Europameisterschaft 1995 - U18-Junioren-Europameisterschaft 1996 - U20-Junioren-Weltmeisterschaft 1998 - Olympischen Winterspielen 2002 - World Cup of Hockey 2004 - Weltmeisterschaft 2005 | - Olympischen Winterspielen 2006 - Weltmeisterschaft 2006 - Weltmeisterschaft 2008 - Olympischen Winterspielen 2010 - Olympischen Winterspielen 2014 |

(Legende zur Spielerstatistik: Sp oder GP = absolvierte Spiele; T oder G = erzielte Tore; V oder A = erzielte Assists; Pkt oder Pts = erzielte Scorerpunkte; SM oder PIM = erhaltene Strafminuten; +/− = Plus/Minus-Bilanz; PP = erzielte Überzahltore; SH = erzielte Unterzahltore; GW = erzielte Siegtore; 1 Play-downs/Relegation; Kursiv: Statistik nicht vollständig)